# Atterton
Atterton – osada w Anglii, w hrabstwie Leicestershire, w dystrykcie Hinckley and Bosworth, w civil parish Witherley. Leży 7 km od Market Bosworth. W 1931 roku civil parish liczyła 43 mieszkańców.